# Politique culturelle française
La politique culturelle française regroupe les actions gouvernementales, administratives et territoriales, orientées vers un enjeu culturel.

## Le constat d'une exception française

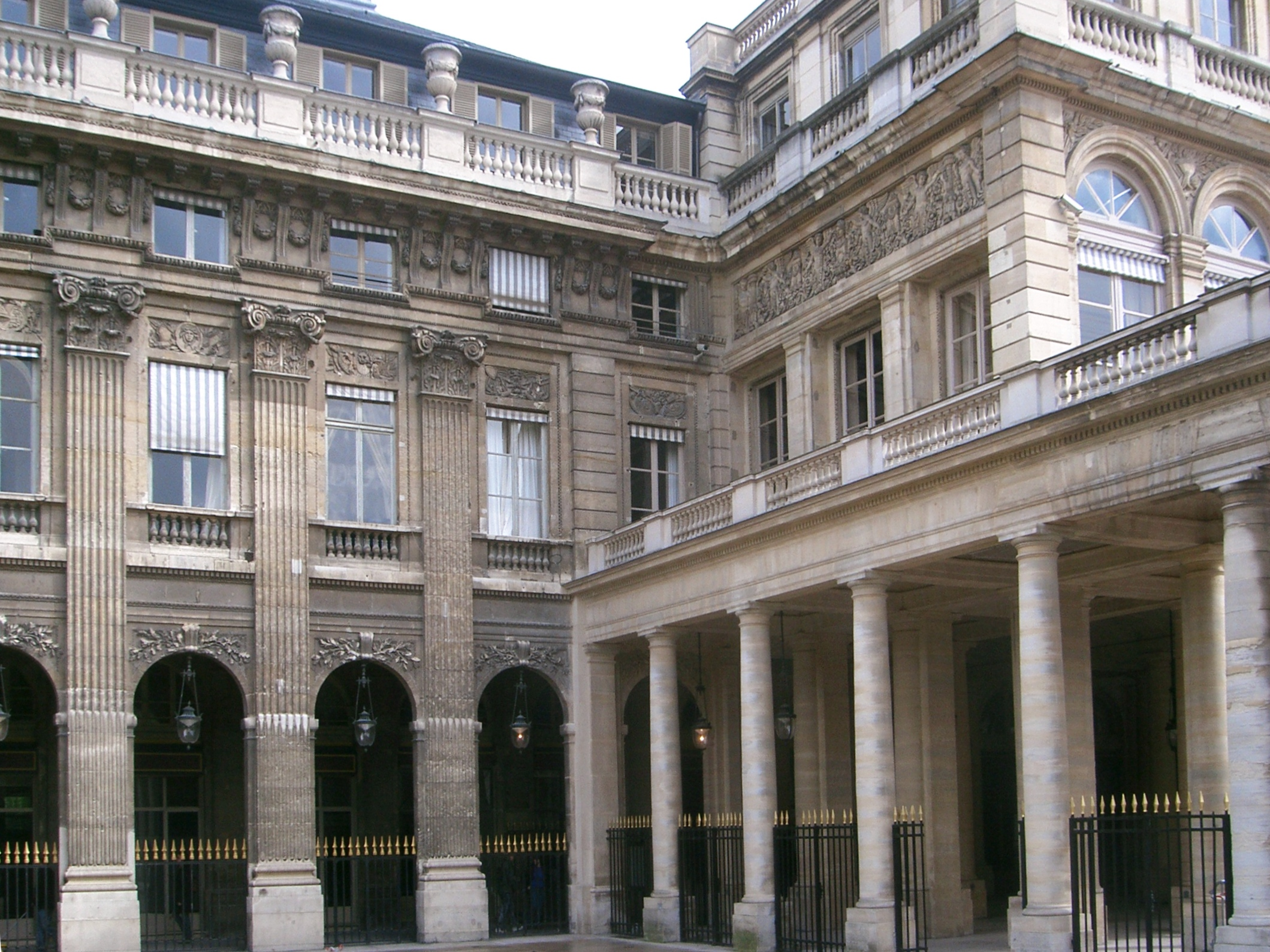
Siège du ministère de la Culture, au Palais-Royal, symbole du volontarisme culturel de l'État.

Selon Jean-Michel Djian, « la politique culturelle est une invention française », née « d'une préoccupation constante des pouvoirs monarchiques, impériaux ou républicains d'accaparer, au nom d'une mystique nationale, la protection d'un patrimoine artistique et par extension d'encourager ce qui le deviendra ».
La politique culturelle française se distingue en effet par sa longue histoire, la forte présence de l'État, et la continuité des institutions au fil des siècles. « Ni la volonté politique, ni les moyens financiers, ni l'armature administrative », souligne Jacques Rigaud, n'atteignent un tel niveau dans aucun autre pays. Et si ce « volontarisme culturel à la française » est vu d'un œil parfois sceptique par les observateurs étrangers, en raison des risques de l'émergence d'une culture étatique et conformiste, du centralisme des prises de décisions, et de la survivance de pratiques quasi-monarchiques, il n'en reste pas moins envié par ses voisins.
Les premières décisions se prennent en parallèle à l’avènement de l’État et son affirmation face au pouvoir religieux. Les actions actuelles et l’administration dont elles émanent, résultent d’une succession de ruptures politiques et institutionnelles, mêlées à la continuité des soutiens des dirigeants à travers les siècles, et largement façonnées par quelques hommes et femmes.
La conception d'un devoir d'intervention des autorités dans l'art et la création, dont l'émergence est datée par Djian au XVIIe siècle, paraît aujourd'hui encore légitimée par la place prépondérante que donnent à la culture les Français dans les priorités politiques.
Selon les régimes, ces actions s'inscrivent dans divers enjeux : constitution d'une culture nationale et défense de la diversité culturelle, opposition entre culture savante et arts populaires, sauvegarde du patrimoine culturel et soutien aux créateurs contemporains, grandeur de la France et socle démocratique, industrialisation culturelle et non marchandisation de l'art.
En 2003, l'Union européenne comptait 5,8 millions d'employés dans la culture et investissait 2,6 % de son PIB pour la culture.

## Une spécificité historique
Les premières politiques culturelles se prennent en parallèle à l’avènement de l’État et son affirmation face au pouvoir religieux. Les actions actuelles et l’administration dont elles émanent résultent d’une succession de ruptures politiques et institutionnelles, mêlées à la continuité des soutiens des dirigeants à travers les siècles, et largement façonnées par quelques hommes et femmes
François Ier, qui met en place les fondements de la monarchie absolue, donne au royaume une langue officielle, puis Louis XIV, incarnation de l’absolutisme monarchique, fait de la France une puissance culturelle par le soutien aux arts du siècle d’or. Les républicains édictent, dans un difficile processus de libéralisation, les premières lois visant la protection du patrimoine national, l’éducation du peuple, la diffusion de la culture et l’organisation des arts tandis que les romantiques font du patrimoine bâti une question d’État.
Après plusieurs tentatives, la politique culturelle française a réellement pris son envol avec la création du ministère des Affaires culturelles en 1959 par André Malraux. La culture prend une part entière dans l’action gouvernementale, et le nouveau ministère centralise les différentes administrations créées depuis 500 ans. Puis, à partir des années 1970, le secteur culturel se développe, la notion de diversité émerge, le provincialisme culturel est combattu en même temps que la culture est décentralisée, et le modèle culturel français tente de se protéger de la mondialisation.

### Les origines

#### Institutionnalisation du français et mécénat royal

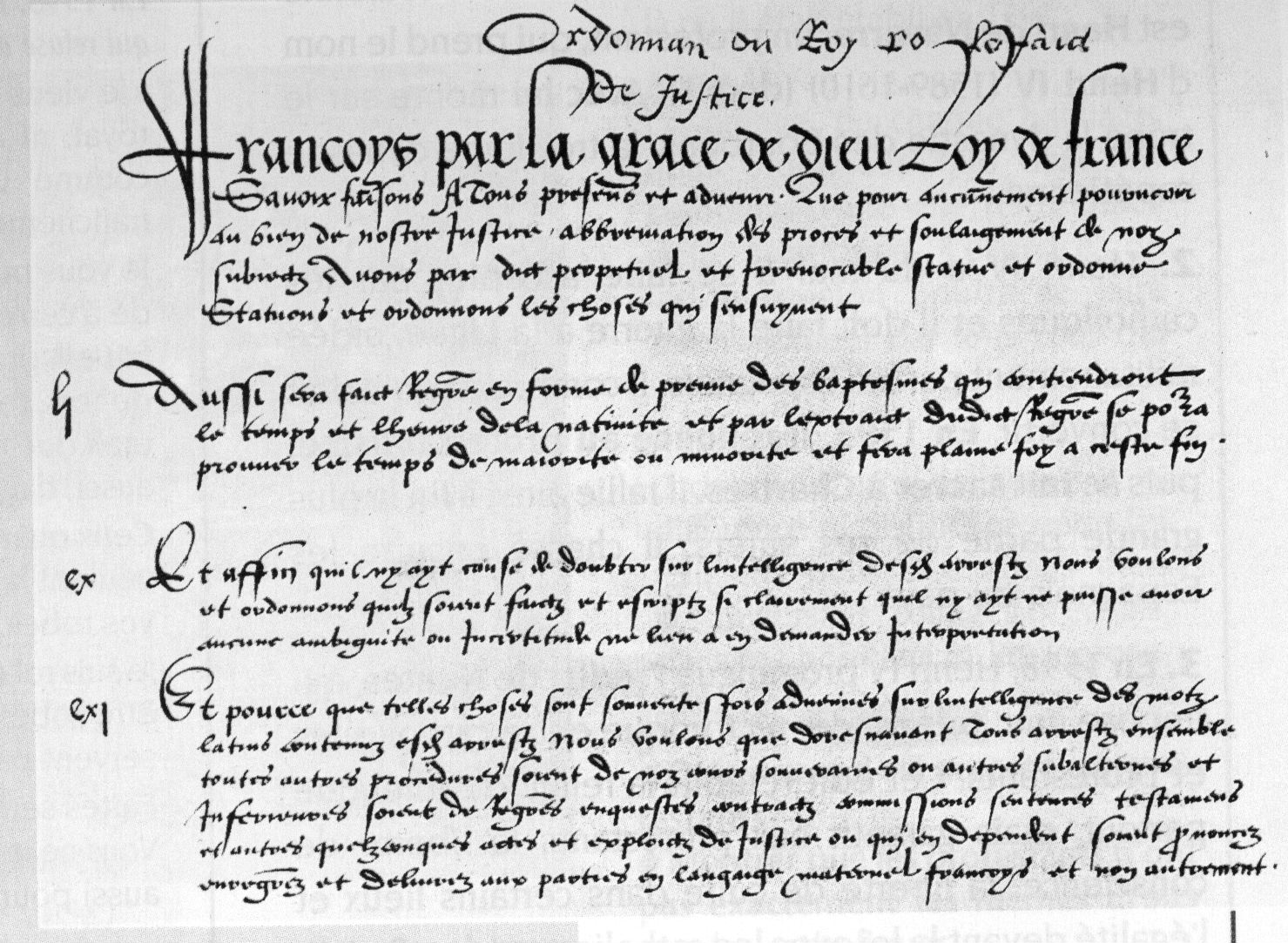
Une des pages de l'ordonnance de Villers-Cotterêts

Charlemagne et les princes carolingiens qui lui succèdent mènent une politique culturelle qui, à travers la restauration scolaire, le soutien à la copie des manuscrits et la constitution d'une cour intellectuelle autour d'eux, stimule l'activité culturelle de l'Empire d'Occident durant une période qu'on qualifie de renaissance carolingienne.
Si, en 1257, saint Louis soutient la fondation de la Sorbonne par Robert de Sorbon, il faut attendre le règne de Charles V pour retrouver dans la volonté d'un monarque une forte aspiration au développement culturel du royaume. Tandis que l'Église perd son monopole culturel, le roi engage la traduction en français d'importants ouvrages scientifiques, techniques, historiques, littéraires et religieux, pour permettre leur diffusion. Il fonde la librairie du roi, et accroît dans le domaine architectural et intellectuel le mécénat, destiné « à glorifier sa richesse et sa sagesse, mais également à servir, d'une façon concrète et utilitaire, le bien du roi, de sa famille et de l'État ». À son image, les princes se forgent eux-mêmes des bibliothèques où le français domine et des cours composées d'artistes et d'intellectuels.
Les premiers actes culturels étatiques sont signés par François Ier. L’ordonnance de Montpellier institue le dépôt légal, en 1537, et l’ordonnance de Villers-Cotterêts officialise en 1539, la constitution de la langue française, qui devient obligatoire dans les actes officiels. Il fonde le Collège des lecteurs du royaume, première institution d’État, et finance les arts de la Renaissance à travers les châteaux de la Loire et Léonard de Vinci.
Le royaume se dote ainsi d’une langue officielle, celle du roi, et aucun document ne lui échappe et l’action culturelle royale se concrétisant également dans la censure. À son tour, Henri IV fonde l’administration des Bâtiments du Roi et fait de la Grande galerie du Louvre un lieu de résidences et d’expositions pour les artistes. En 1635, le cardinal Richelieu fonde l’Académie française.
Le roi mécène par excellence est Louis XIV. Si ses prédécesseurs ont déjà pensionné des artistes, la cour de Versailles accueille les plus grands artistes du siècle d’or, qu’il s’agisse d’art lyrique, dramatique, ou littéraire. En 1669, est édifié l’Opéra de Paris, suivi de la Comédie-Française en 1680. Louis XIV s’attache aussi au développement de l’artisanat d’art, en instituant sous l’impulsion de Colbert, les manufactures royales, comme celle des Gobelins pour la tapisserie, et celle de Sèvres pour la céramique, ou à travers les costumes de la « maison Molière » et de l’Opéra. Tandis que la valorisation du français, qui s’étudie dans les collèges que les Jésuites fondent dans le royaume et à travers le monde, a pour objet d’unifier les terroirs français, le soutien aux arts permet au Roi soleil de mettre en avant le prestige de la France à l’étranger. La France est ainsi une force militaire et un modèle de culture, le royaume est à la fois craint et admiré. Bien sûr, les princes de toutes les cours d'Europe finançaient à l'époque eux aussi les arts, mais jamais avec une telle ampleur institutionnelle.
Ainsi, qu'il s'agisse du Collège de France, des académies ou des grandes manufactures, la majorité des institutions françaises, héritées de la royauté, sont à vocation culturelle. En revanche, à cette époque, le concept de patrimoine n'existe pas. Seuls quelques vestiges de l'Antiquité trouvent intérêt aux yeux du pouvoir durant la Renaissance. Ainsi, on détruit sur ordre royal des constructions ajoutées à la Maison Carrée de Nîmes, « dont les beautés se trouvoient par là comme anéanties et ensevelies dans un tas de mauvaise maçonnerie qui le défiguroit ». En revanche, le pouvoir fait peu de cas des châteaux médiévaux, amputant le Louvre de sa tour maîtresse et autorisant la démolition des châteaux de Saint-Germain-en-Laye, de la Muette et de Madrid.

#### Création d’un statut de l’auteur et émergence du patrimoine national

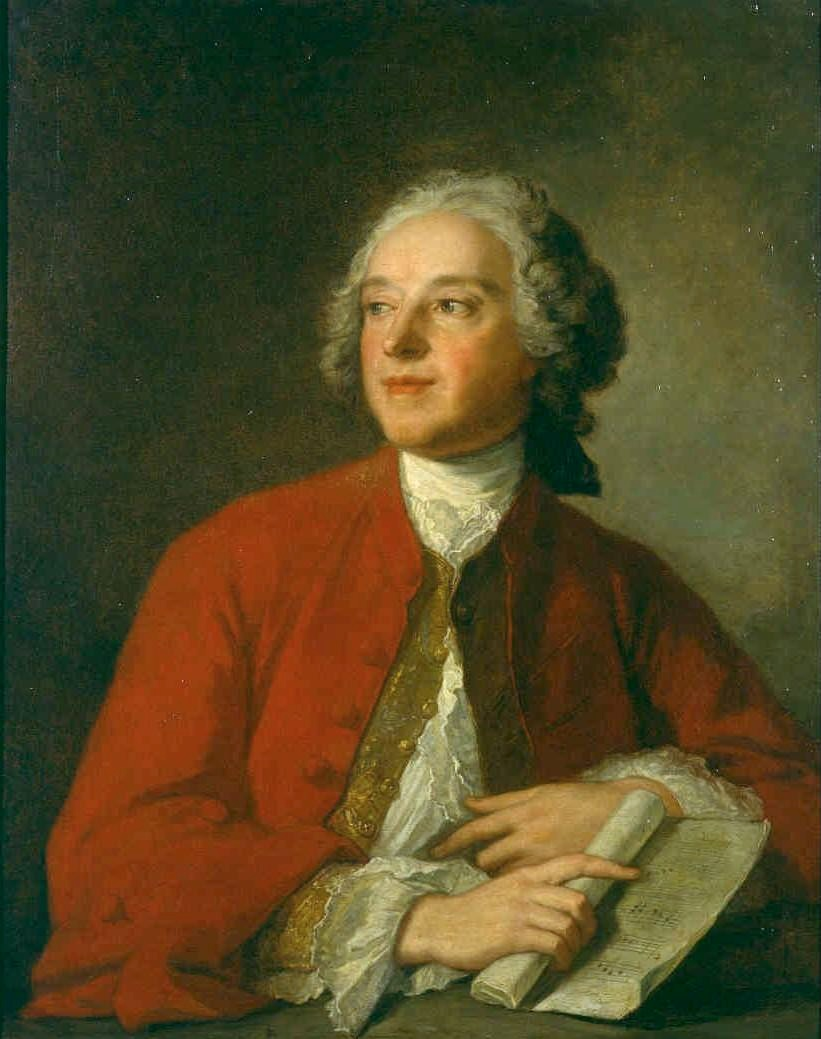
Beaumarchais, fondateur de la Société des auteurs et compositeurs dramatiques en 1777 et initiateur du droit d'auteur français

Les années succédant à la Révolution française voient cohabiter une inspiration libérale, issue des Lumières et centrée sur la libre création, une tradition monarchique, mécène de l’académisme et régulateur des arts et une aspiration démocratique, autour de la diffusion d’une culture nationale.
Les révolutionnaires prêtent une grande importance à la culture, à travers l’instruction et les arts. L’idéal démocratique passe par la diffusion du savoir. Aussi ouvrent les premiers muséums publics des beaux-arts, la Commission des monuments envisageant en 1791, qu'il en existe un par département. Parmi eux, le Muséum des arts qui ouvre en 1793 dans le palais royal du Louvre. Les grandes écoles ouvrent leurs portes : l’École nationale supérieure des beaux-arts, le Conservatoire national des arts et métiers, le Conservatoire de musique, le Muséum national d'histoire naturelle…
Les réformes libèrent les activités artistiques, avec le décret de janvier 1791 sur la liberté théâtrale, celui supprimant les corporations et celui fermant les académies. L’Assemblée constituante institue la propriété intellectuelle voulue par Beaumarchais, par le décret Lakanal en 1793, tandis que Condorcet prônait une libre circulation des œuvres de l’esprit. Mais cette libéralisation de la création connaît ses limites avec la Terreur, par l’interdiction en 1793 des œuvres non conformes aux idées révolutionnaires qui conduit la politique en faveur de la création à l’échec.
La chute de l'Ancien Régime se traduit par le transfert de propriété des biens de la Couronne, de la noblesse et de l'Église à l'État et aux municipalités, dont les musées, et notamment celui du Louvre, doivent permettre la collection et l'exposition. Alors que la Convention appelle à la destruction systématique des symboles royaux et religieux, elle définit parallèlement le principe de conservation par le biais de la création le 13 octobre 1790 de la Commission des monuments, le vote du décret conservateur du 3 brumaire an II (1793), et la mise en place du musée des monuments français (1795) sous la direction d’Alexandre Lenoir. La France est le premier pays à légiférer sur son patrimoine, au nom de l’intérêt général. La Nation est donc à cette époque schizophrène, entre l’épuration de l’ancien temps, qualifié de vandalisme par l’Abbé Grégoire mais encouragé par les sans-culottes, et la volonté de préservation.
Le souci de sauvegarde du patrimoine écrit apparaît également et les institutions royales deviennent nationales comme la Bibliothèque et les Archives. Les biens confisqués à l’Église et aux nobles émigrés rejoignent le patrimoine national.
Ainsi naît, en même temps que la Nation révolutionnaire le concept de patrimoine national, héritage des siècles, témoin de l’histoire nationale, au-delà des aspirations politiques et de la propriété privée. La culture ne se limite plus aux arts, mais acquiert une dimension de transmission comme témoin du génie national. Le patrimoine passe du cercle familial à la sphère publique, de la logique de collection (rassembler des objets pour soi et ses descendants) à celle de protection (sauvegarder au nom de la société un bien qui devient collectif par son histoire).

#### La diffusion de la culture démocratique
Les deux empires et la Restauration ne reviennent pas sur les décrets de la Révolution. Malgré l’instabilité du pouvoir au cours du XIXe siècle, les régimes successifs confirment même l’implication de l’État dans les Arts.
Si sous Napoléon Ier, l’art se fait encore en partie à la gloire de l’Empereur, à l’instar de l’académisme de David, les Bourbons créent le secrétariat des Beaux-Arts. Dès lors, les administrations et les artistes eux-mêmes prennent peu à peu la place du Prince dans le soutien aux arts. Un circuit diffusant les normes de l’art académique se met en place, depuis la formation des artistes à l’École des Beaux-Arts, jusqu’à leur financement par les commandes publiques, en passant par leur légitimation par l’Académie, leur sélection à travers le Prix de Rome et leur diffusion par le Salon, créé en 1725.

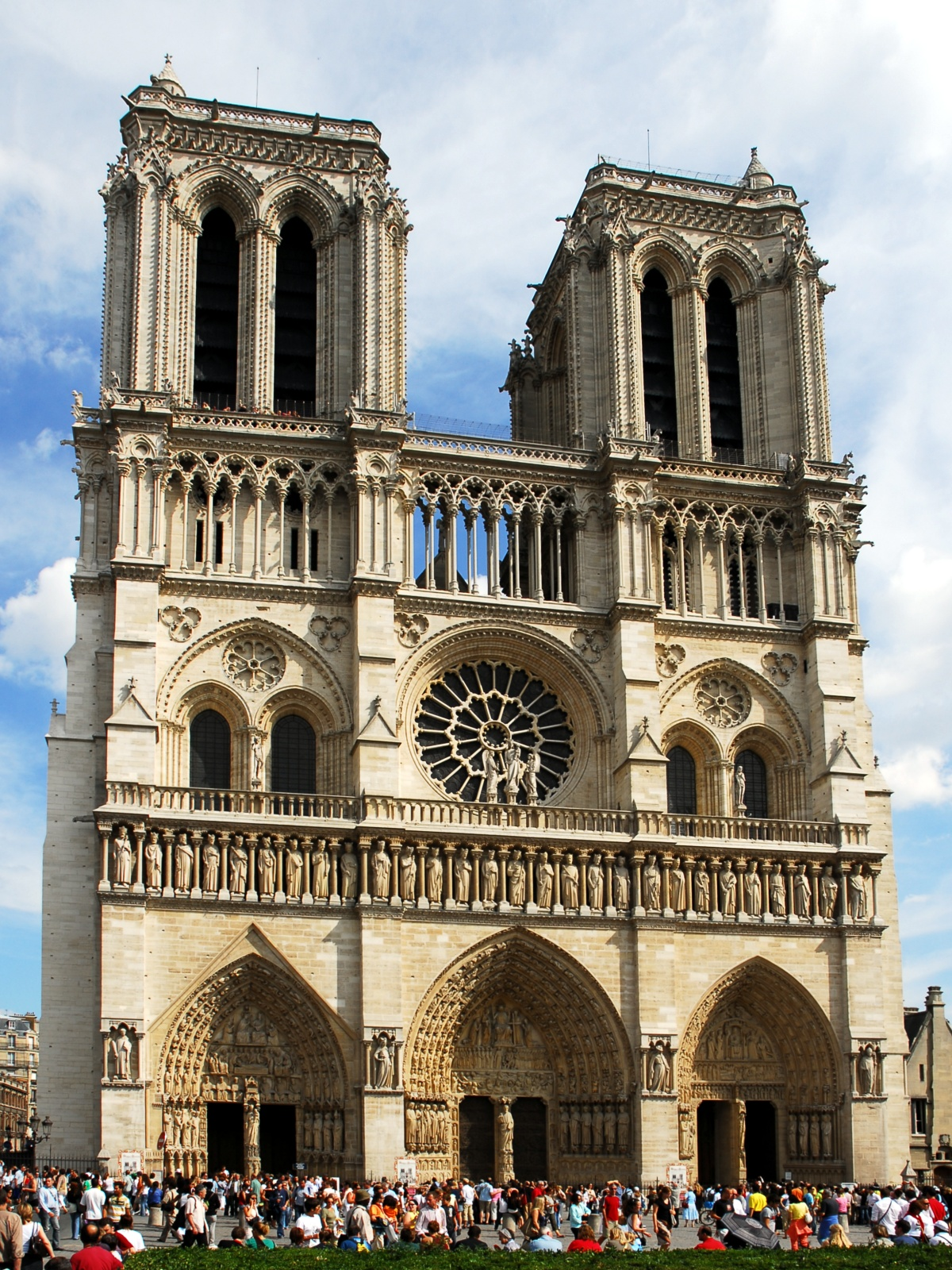
Notre-Dame de Paris, vandalisée à la Révolution, popularisé par Victor Hugo, restauré par Viollet-le-Duc

Alors que le musée des monuments français est fermé par Louis XVIII en 1816, le mouvement romantique prend la défense des vieilles pierres, tandis qu’émergent les théories hygiénistes préconisant la percée de grandes avenues dans le cœur de Paris qui portent l’urbanisme parisien de Rambuteau puis du baron Haussmann. En 1820, Charles Nodier fait ses Voyages pittoresques et romantiques dans l’ancienne France. Victor Hugo publie un article pamphlétaire dans la Revue des deux Mondes d’octobre 1825, Guerre aux démolisseurs, où il prend parti, au nom de l’histoire et de l’art, pour la sauvegarde des monuments médiévaux, rarement restaurés par leur propriétaire, parfois détruits par des promoteurs. Il réitère son souhait de voir une loi en faveur de la protection de l’architecture en 1832. C’est dans cette atmosphère que la monarchie de Juillet créé une administration des monuments historiques. Le ministre de l’Intérieur Guizot crée en 1830 la fonction d’inspecteur général des Monuments historiques qu’occupe Ludovic Vitet, à qui succède en 1834, Prosper Mérimée. À ce poste, il défend le patrimoine bâti à l’aide des architectes en chef des monuments historiques, dont Eugène Viollet-le-Duc, partisan de la restauration médiéval, lui-même en rupture avec les préceptes antiques de l’École des Beaux-Arts. La notion de monument historique est constituée, leur inventaire, initié en 1810 par le ministre de l’Intérieur, Alexandre de Laborde, est généralisé et l’entretien ajouté aux charges de l’État. Elle se construit au nom de la Patrie, contre les intérêts individuels et locaux. Le classement comme monument historique, visant à conserver les bâtiments qui ont, artistiquement ou historiquement un « intérêt national », est institué sous la Troisième République, par la loi du 30 mars 1887 sur la protection des monuments historiques, élargie par le vote du 21 avril 1906 sur la protection des monuments et des sites naturels d’intérêt artistique.
Le XIXe siècle est celui de la démocratisation de la société (Parlementarisme, suffrage universel direct, République) et de la libéralisation des arts, sans que ne soit entièrement abandonné le contrôle sur la création. Avec le Conseil supérieur des beaux-arts, à partir de 1875, les choix artistiques et législatifs ne sont plus le seul fait du Prince, mais issues d’un collège de professionnels, hauts-fonctionnaires et artistes. Ainsi, l’art soutenu n’est plus seulement académique et le Second Empire est celui du Salon des Refusés en 1863.
La Troisième République abandonne la gouvernance esthétique et commerciale des Arts par l’État. Elle favorise la conservation du patrimoine et sa diffusion au grand public, à travers une densification du nombre de bibliothèques et de musées, relayé par les communes. Les municipalités financent les équipements culturels : cirques, théâtres, opéras.
Après la création d’un ministère des Lettres, Sciences et Beaux-Arts entre janvier et août 1870, la Direction des Beaux-arts est intégrée au ministère de l’Instruction publique, et l’éducation artistique éclot, à travers notamment de la pratique du dessin dans une vision créative, à partir de 1909. Simultanément, la création de la Ligue de l'enseignement en 1866 par Jean Macé symbolise la naissance de l’éducation populaire, d’une culture pour le plus grand nombre. Le savoir en effet redevient, comme dans les préceptes de 1789, un enjeu politique et démocratique. Cette fois, il est considéré comme le socle de la nouvelle République, source de stabilité du régime et de la Nation. Ainsi naissent les lois Ferry pour l’enseignement public obligatoire, gratuit et laïque. Pour Djian, « la sacralisation de l'art et du patrimoine a trouvé dans la laïcité une sorte d'exutoire propice à la célébration tranquille d'une nouvelle république plus conforme à l'esprit d'une grande Nation ».
Les initiatives privées, d’initiatives laïques, ouvrières ou religieuses, complètent l’action gouvernementale : les universités populaires, les théâtres populaires (Théâtre du Peuple de Maurice Pottecher (1895), Théâtre national ambulant (1911-1912) puis le Théâtre national populaire (1920), de Firmin Gémier…), les Orphéons, les patronages, les sociétés savantes et les associations philanthropiques. Les mouvements marxistes et les syndicats jouent, à travers les bourses du Travail, puis plus tard les comités d’entreprise, un rôle important de démocratisation culturelle, dans le but de « conscientiser » la classe ouvrière de leur oppression, car, selon Eugène Varlin, « l’émancipation matérielle des travailleurs ne peut exister sans leur émancipation morale et intellectuelle ».

#### La culture de masse

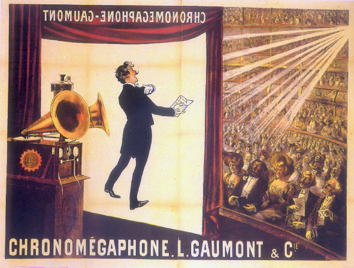
Affiche de 1902 pour les premières séances de cinéma

À partir de 1850, c’est aussi l’essor des arts industriels, vantés à travers des Expositions universelles, que la France accueille en 1855, 1867, 1878, 1889 et 1900. La culture technique, promue depuis 1792 et la création du Conservatoire national des arts et métiers par l’abbé Grégoire, deviennent l’occasion de grandes fêtes populaires, éventail du savoir-faire occidental, quand les ingénieurs prennent la place des architectes.
Tandis que les villes se densifient, une industrie du spectacle émerge, avec le théâtre de boulevard, les music-halls, les guinguettes du bord de Marne, les attractions foraines. Le développement de la presse soutient également la diffusion d'une culture de masse, allant dans le sens d'une acculturation républicaine.
Au début du XXe siècle, les techniques modifient fortement les arts. La photographie, la phonographie, l'édition littéraire, la radiophonie et la cinématographie mélangent communication et culture, industrie et création. Ces médias de masse transforment profondément la perception de l’art dans la société. Les gouvernements n’agissent que pour réglementer ses outils de communication, mettant en place des commissions de contrôle pour le cinéma, monopolisant les canaux de diffusion radiophoniques et télévisuelles.

### Les premières tentatives
Entre 1936 et 1958, trois tentatives incomplètes d’impulsion politique, fondée sur une vision culturelle de la société et portée essentiellement par les milieux de l’éducation populaire, ossifient la pensée de la nécessité d’une politique publique en faveur d’une popularisation de la culture.

#### L’éducation culturelle
Le Front populaire conclut la Troisième République. Il rompt avec la politique « non-interventionniste » pour impulser selon Pascal Ory, la première politique culturelle française, centrée autour de l’éducation, pour la mise en place d’une culture républicaine populaire, tandis que l’art est utilisé par les régimes fascistes émergeant en Europe. Jean Zay propose un ministère de la vie culturelle, regroupant un secrétariat d’état à l’éducation nationale et un autre à l’Expression nationale, comprenant lettres et arts, musées, archives et bibliothèques. Mais le Parlement refuse cette refonte administrative, et face à la rigueur budgétaire imposée, Léon Blum et ses ministres Jean Zay (Éducation nationale et Beaux-Arts) et Léo Lagrange (Sports et loisirs) s’appuient sur les mouvements d’éducation populaire, les associations de jeunesse et les initiatives privées qui ont émergé en 50 ans pour réaliser leurs objectifs.
Philippe Poirrier résume la position du gouvernement Blum comme une politique de « prise en compte » plutôt que de « prise en charge », avec des actions très diversifiées. La commande publique finance les œuvres d’avant-garde, la culture populaire est valorisée à travers le Musée de l’Homme et le Musée national des arts et traditions populaires, la culture scientifique également avec le Palais de la découverte, le réseau des bibliothèques publiques diffusent dans l’ensemble du territoire, l’école initie les enfants à la culture. Avec les lois emblématiques réduisant le temps de travail et instaurant les congés payés, ils créent une société de loisir.
Le Front populaire assène ainsi une nouvelle mission à l’administration de la culture, celle de la vulgarisation des grandes œuvres, et valorise la société de loisirs, ne différenciant pas arts mineurs et majeurs. Il impose l’idée polysémique de démocratisation culturelle qui se développera durant le demi-siècle suivant.

#### La Révolution nationale
Marc Fumaroli érige quant à lui comme mètre-étalon de l'intervention culturelle, la révolution nationale du maréchal Pétain. Le régime de Vichy incite la société française à rechercher son identité culturelle dans un espace clos dont la seule communauté ethnique reconnue est le paysan et son corollaire l’artisan. Sans frein parlementaire, l’administration se renforce et se modernise, appuyée par le mouvement Jeune France, proche du scoutisme catholique, et l’École des cadres d'Uriage. Les principaux acteurs des politiques culturelles de l’après-guerre y font leurs premières armes, notamment ceux de la décentralisation théâtrale de la Quatrième République : Jeanne Laurent, au secrétariat des Beaux-Arts, Jean Vilar et André Clavé dans Jeune France, Léon Chancerel et Hubert Gignoux dans le mouvement scout, Joffre Dumazedier à l'école des cadres d'Uriage. Cette décentralisation, soutenue par les convictions régionalistes de l’Action française, se matérialise par les troupes théâtrales sillonnant la France. Des tarifs réduits sont établis pour ouvrir les spectacles au plus grand nombre. Le régionalisme s’inscrit également en 1942 dans le « recensement esthétique du pays », à travers l’inventaire de nombreux bâtiments ruraux.
L’État français prend en compte, pour la première fois, l’émergence des industries culturelles par la mise en place du Comité d’organisation de l’industrie cinématographique (COIC). En 1941, l’exportation d’œuvres d’art est également contrainte, et les découvertes archéologiques soumise à déclaration.
Pour autant, l’époque est aussi au retour de la censure des œuvres, du contrôle des artistes, des purges symbolisées par l’arrestation de Jean Zay et son exécution par la Milice. L’art est encadré et instrumentalisé, à l’inverse de la volonté du Front populaire, et les contraintes financières de l’Occupation obligent à abandonner toute volonté d’une politique ambitieuse.

#### La décentralisation théâtrale
Avec la Libération, une nouvelle république naît pleine d’espoir. La Constitution de 1946, garantissant « l’égal accès de l’enfant et de l’adulte à l’instruction, à la formation professionnelle et à la culture », la Quatrième République porte dans son essence décentralisation et démocratisation culturelles, initiées contradictoirement par le Front populaire et l’État Français.
Jeanne Laurent, sous-directrice du théâtre et de la musique au ministère de l’éducation nationale encourage le théâtre populaire, à travers le TNP et le Festival d’Avignon, dont Jean Vilar est l’acteur emblématique. Elle engage aussi, dans cette optique de popularisation du spectacle vivant, la décentralisation dramatique. En 1946, elle appuie l’ouverture des premiers centres dramatiques nationaux et organise le concours des jeunes compagnies, permettant l’émergence de nouveaux metteurs en scène. Ces nouveaux talents, initiés par Copeau, tels Jean Dasté, au sein de l’éducation populaire et du scoutisme, comme Hubert Gignoux, ou à travers le théâtre populaire, comme André Clavé, prennent en main les théâtres publics de province. Les préceptes du « Cartel des Quatre » sont diffusés par ces pionniers de la décentralisation dramatique : auteurs classiques et contemporains et mise en scène centrée sur le texte.
La décentralisation culturelle dépasse le théâtre avec les bibliothèques centrales de prêt, les musées départementaux et municipaux, et la médiation culturelle entreprise par les réseaux associatifs et fédérations (Peuple et culture, Travail et Culture, Foyers ruraux, Fédération nationale Léo-Lagrange, Ligue de l'enseignement…).
La Quatrième République s’intéresse aussi à la lecture publique, en créant une direction des bibliothèques et de la lecture publique dirigée par Julien Cain, administrateur de la Bibliothèque nationale de France. Elle met en place le réseau des bibliothèques centrale de prêt départementales, modernise les bibliothèques municipales, et crée les bibliobus pour desservir les campagnes.
Quant au cinéma, après l'accord Blum-Byrnes, il se voit protégé de l’arrivée des studios hollywoodiens dans les salles de l’Hexagone, par la création du centre national de la cinématographie (1946) et l’instauration de la taxe de sortie des films et l’avance sur recettes (1948), permettant une meilleure défense de la production française.
À partir des années 1950 se crée une opposition entre action culturelle et animation socioculturelle. La première mettrait l'accent sur l’œuvre artistique, la seconde favoriserait la pratique et la créativité. Il s'ensuit deux approches différentes pour démocratiser la culture : l'action culturelle préférera rapprocher l’œuvre achevée du public, alors que l'animation socioculturelle s'intéressera d'abord à l'individu ou à son groupe dans leur capacité d'initiative et de construction. Pendant longtemps les associations culturelles s'organiseront autour de cet antagonisme : les maisons de la culture d'André Malraux chercheront à rendre accessibles les chefs-d’œuvre, alors que les structures d'éducation populaire vont promouvoir la réflexion personnelle et collective. Cette opposition tend à se réduire au cours du temps, mais reste une grille de lecture pertinente du paysage culturel français au moins jusque dans les années 2000.
Enfin, une meilleure protection sociale et juridique est offerte aux artistes par la Caisse nationale des Lettres, de nouvelles aides à la création et la loi sur la propriété littéraire et artistique de 1957.
Pourtant, en 1955, Jeanne Laurent appelle de ses vœux, dans La République et les Beaux-Arts, une politique volontariste et inscrite dans la durée sous forme de plan pluriannuel, comprenant un soutien aux artistes. Les intellectuels commencent à espérer la nomination d’un ministre des Arts à la triple mission de conserver, éduquer et soutenir. L’éphémère ministère de la Jeunesse, des Arts et des Lettres de 1947 n’a pas répondu aux espoirs : la succession des cabinets entre 1946 et 1958 n’a pas permis en effet une politique de long terme, et les faibles budgets consacrés aux arts ainsi que le manque d’indépendance du secrétariat aux Beaux-Arts, limitent les possibilités d’actions. La politisation de la culture sur fond de guerre froide ne favorise pas non plus le soutien étatique du secteur. Ce ministère, dessiné par Jean Zay, sera créé avec l’avènement d’une nouvelle République, par André Malraux.

### La naissance d’un ministère

#### Naissance d’une administration
Après son accession au pouvoir, Charles de Gaulle demande à Michel Debré d’inclure André Malraux dans son gouvernement. Après avoir demandé un grand ministère de la Jeunesse, celui de la Recherche et celui de la Télévision, Malraux se voit proposé de créer un ministère pour l’Art et la Culture. Il est nommé ministre d'État le 3 février 1959, puis ministre d’État chargé des Affaires culturelles le 22 juillet, et son ministère est institué par le décret du 24 juillet 1959 écrit de sa main. Il prend Pierre Moinot comme directeur de cabinet.
La nouvelle structure doit se créer de toutes pièces. Elle regroupe des services qui dépendent jusqu’alors de divers ministères : l’Éducation nationale (Direction générale des Arts et Lettres, Direction de l’Architecture, Direction des Archives de France), l’Industrie et du Commerce (Centre national de la cinématographie) et les activités culturelles du Haut-Commissariat à la Jeunesse et aux Sports. Rapidement, la sous-direction de l’éducation populaire revient sous le giron de la jeunesse et des sports. Plus tard, en 1975, la Direction du livre rassemble également divers services gouvernementaux. Mais les activités culturelles à l’international restent aux mains du Quai d’Orsay. Le ministère ne convainc pas et son administration se constitue face à une vague de démissions, compensée par les fonctionnaires coloniaux récemment rapatriés. « Efficaces mais idéologiquement marqués par leur expérience précédente, [les fonctionnaires coloniaux] influencent la doctrine du ministère. Lequel aura vocation à irradier à l’intérieur comme à l’extérieur des frontières le feu de la grandeur nationale. Puissance de la France à l’international et pouvoir symbolique de l’État dans les régions ; apologie de l’élite et du génie français ».
Dès lors, l’État mécène du monde des Arts cède sa place à une politique culturelle généralisée, « moment de convergence et de cohérence entre, d’une part, des représentations du rôle que l’État peut faire jouer à l’art et à la « culture » à l’égard de la société, et, d’autre part, l’organisation d’une action publique ». Mais il acte également la limitation de la culture aux arts, contre l'éducation populaire, les cultures populaires et les pratiques amateurs. La création d’un ministère dédié est un outil pour De Gaulle de réconciliation nationale, après 20 ans de crises (guerres mondiale et coloniales), par la refondation d’une communauté nationale unie par l’esprit. Elle illustre aussi que le rayonnement de la France dans le monde doit se faire également sur le plan intellectuel. Mais, comme le souligne Emmanuel Wallon cette politique de l’État « échappe le plus souvent à l’organe censé incarner la souveraineté populaire, le parlement », durant la Cinquième République, encore davantage que sous les précédentes.
Le premier combat de Malraux est d’asseoir son ministère. Il doit convaincre ses collègues de ses capacités ministérielles, son administration de la possibilité d’indépendance des arts et de la culture aux dépens de l’éducation, et le milieu culturel de la légitimité d’un ministère dirigeant l’action culturelle. Pour ce faire, il use de sa personnalité, de ses réseaux artistiques, de sa reconnaissance internationale, pour développer une politique artistique de prestige. Homme de l’écrit, il s’est bâti une réputation d’orateur à travers ses discours, tel celui de Bayeux, et en use avec grandiloquence. Il construit peu à peu son ministère, créant en 1961 la Direction du Théâtre, de la musique et des spectacles. Il s’appuie sur le Plan quinquennal de modernisation économique et social pour asseoir ses choix, et sur le Président de la République pour des rallonges budgétaires.

#### La culture selon Malraux
La politique culturelle du ministère est définie comme un désir de démocratisation de la culture, même si André Malraux n’a jamais employé ce mot. Une volonté égalitaire qui se concrétise par deux politiques : la protection sociale pour les artistes et l’accès pour tous à la culture. Le décret du 24 juillet 1959 créant le ministère, lui donne la « mission de rendre accessibles les œuvres capitales de l’humanité, et d’abord de la France, au plus grand nombre possible de Français ». Il s’agit moins de faire venir tout le monde à la culture, que de permettre à tous ceux qui le désirent, d’y accéder. Le déploiement des centres dramatiques, l'ouverture des Maisons de la Culture dans plusieurs villes (Grenoble, Amiens, Bourges, etc.), et l'implantation des comités régionaux des affaires culturelles (ancêtres des DRAC) illustrent un effort d'irrigation du territoire axée sur les arts nobles, généralisation du travail de Jeanne Laurent. La diffusion télévisuelle de la tragédie Les Perses d’Eschyle le 31 octobre 1961, confirme cette même volonté d’une haute culture au plus grand nombre.
En revanche, cette démocratisation se fait sur le refus des dispositifs pédagogiques. Pour Malraux, l’action culturelle doit être fondée sur le « choc esthétique », qui consiste à croire aux qualités intrinsèques de l’œuvre pour procurer une émotion au public, sans qu’il y ait besoin de médiation. Ainsi déclare-t-il : « Il n’est pas vrai que qui que ce soit au monde ait jamais compris la musique parce qu’on lui a expliqué la Neuvième Symphonie. Que qui que ce soit au monde ait jamais aimé la poésie parce qu’on lui a expliqué Victor Hugo. Aimer la poésie, c’est qu’un garçon, fût-il quasi-illettré, mais qui aime une femme, entende un jour : "lorsque nous dormirons tous deux dans l’attitude que donne aux morts pensifs la forme du tombeau" et qu’alors il sache ce qu’est un poète ». Il sépare la mission du « faire connaître » qu’il donne à l’université de celle de « faire aimer », qu’il assigne aux artistes.
Logiquement, l’éducation populaire est dès lors écartée du giron de la culture. Un système fort de soutien à la professionnalisation des artistes est mis en place. Selon Olivier Donnat[réf. nécessaire], en accentuant l’action culturelle de l’État gaulliste, le but était également d’affaiblir l’influence du Parti communiste auprès des artistes et d’introduire une division entre l’action culturelle et le mouvement d’éducation populaire, devenant animation socio-culturelle chapeauté par le Haut Commissariat à la jeunesse et aux sports. Cet affaiblissement des communistes se fait également par le soutien à la nouvelle génération d'artistes, moins liés aux organisations professionnelles liées à la CGT.
Malraux plaque sa vision de la Culture au ministère, considérant que l’amour de l’art vient par la confrontation vivante aux œuvres. Il va à l’encontre de l’académisme et défend l’avant-gardisme. Il installe un nouvel État-providence, mécène initiateur et régulateur, dans lequel la démocratisation se concrétise dans la confrontation du peuple aux Arts. Malraux poursuit donc le travail de Jeanne Laurent en complétant les centres dramatiques nationaux des Maisons de la culture qui adoptent la pluridisciplinarité (théâtre, danse, cinéma, musique). Elles devaient s’installer dans chaque département, par la seule décision de l’État, sans concertation avec les acteurs locaux mais en demandant leur contribution financière. Elles ne seront qu’une dizaine, symbole de la centralisation excessive voire maladive du ministère malrucien. Dans cette optique de diffusion et de conservation des chefs-d’œuvre, il subventionne la Cinémathèque française d’Henri Langlois qui s’installe dans le Palais de Chaillot.
Pour autant, Malraux ne pense pas la culture uniquement par le service public, et organise des systèmes d’aide au secteur privé, tel le décret du 23 octobre 1964, instaurant un fonds de soutien au théâtre privé à travers une taxe sur chaque billet vendu.
En parallèle, la protection du patrimoine s’accélère avec l’instauration des parcs nationaux (1960) et parcs naturels régionaux (1967), la protection de quartiers anciens (1962) et la planification de l’urbanisme par les SDAU et POS) (1967) en période de reconstruction par les secteurs sauvegardés (1962).

#### Remise en cause
Paru en 1991, L'État culturel de Marc Fumaroli, critique toutes les interventions postérieures aux années 1930. Partisan d'un libéralisme culturel comme celui de la IIIe République, où l’État n'a qu'un rôle restreint à la conservation du patrimoine national et à la régulation, le « système des Beaux-Arts » critiqué par Jeanne Laurent. Il voit chez Malraux l'application d'un « constructivisme culturel ». Cette étatisation de la culture a également été critiqué en 1958, pour d'autres raisons, par la gauche, craignant que le Coup d'État permanent s'étende aux arts, sous la coupe de l'aventurier de gauche converti au gaullisme, qu'est le ministre des Affaires culturelles. À l'international, la création d'un ministère de la Culture est vue avec circonspection, notamment en Italie et en Allemagne, deux pays qui ont vu de telles administrations apparaître sous les régimes totalitaires.
Fumaroli ironise surtout sur la vision religieuse de la culture adoptée par Malraux, souhaitant que les Français soient touchés par la grâce, au sein des cathédrales modernes que sont les Maisons de la Culture où les missionnaires prêcheraient pour cette sorte de religion civile du Contrat social de Rousseau. Ce credo malrucien est contredit en 1966, par Pierre Bourdieu, dans L’Amour de l’Art. Cette enquête, si elle légitime la volonté de démocratisation, puisque l’accès aux grandes œuvres est un privilège des classes aisées, réfute l’hypothèse de l’irrationalité de l’amour de l’art. Le sociologue soutient que le problème est davantage dans la disposition intellectuelle que dans l’accès physique. La différence de fréquentation se fait au niveau de la socialisation familiale et scolaire, justifiant ainsi les efforts de correction dans la transmission des valeurs par l’enseignement artistique rejeté par Malraux. De même, l'école althusserienne voit dans les Maisons de la Culture un « appareil idéologique d'État » diffusant les normes culturelles d'une classe dominante
1968 voit la remise en cause de la politique culturelle publique. Cette année-là, deux événements illustrent la position délicate de Malraux et la rupture entre le ministre et les artistes : le 9 février, le ministre propose un remplaçant à la tête de la Cinémathèque française, à la suite de la démission d’Henri Langlois s’opposant au non-versement de ses subventions par le ministère des Finances. Le milieu de la cinéphile parisienne voit y un coup d’État au sein d’une association subventionnée mais indépendante. Un Comité de défense se crée autour de François Truffaut et Jean Renoir, et deux manifestations sont organisées le 14 février et le 18 mars, toutes deux réprimées par les forces de police. Le 22 avril, Langlois retrouve son poste mais les traces de cette affaire se ressentent lorsque les cinéastes en pointe dans cette lutte relayent la contestation étudiante au festival de Cannes aboutissant à son annulation. Autre remerciement, concluant les événements en août, celui de Jean-Louis Barrault, directeur de l’Odéon-Théâtre de France, après qu’il a laissé occuper le théâtre par le Comité d’action révolutionnaire, contestant au théâtre national le qualificatif d’« avant-garde ».
La rupture entre le ministre et les artistes est consommée. Les comédiens du SFA rejoignent le combat des manifestants dans leur critique d’un élitisme bourgeois et d’un art officiel. L’ORTF essuie une grève. Les directeurs de centres dramatiques nationaux et de maisons de la culture se réunissent le 21 mai au Théâtre de la Cité, et réclament le 25 dans l’appel de Villeurbanne, inspiré par Roger Planchon et Francis Jeanson, un art engagé, politique, généralisé et enseigné. Jean Vilar est interpellé aux cris de « Vilar, Béjart, Salazar », durant le Festival d'Avignon, à la suite de la censure de La Paillasse aux seins nus présenté par Gérard Gélas au festival « off ». De l’autre, face à ces lieux subventionnés qui deviennent des foyers de protestation contre le pouvoir gaulliste, à l’image du théâtre de l’Odéon, occupé, les membres du RPF critiquent à leur tour le bien-fondé d’une politique jugé trop laxiste, qui subventionne des agitateurs, s’opposant à ceux qui les financent. Malraux, qui a toujours revendiqué le rôle d’agitateur social des créateurs, reste fidèle à De Gaulle, prenant la tête de la grande manifestation gaulliste de soutien au général.
Les municipalités de Caen, Thonon-les-Bains et Saint-Étienne profitent des événements de 1968 pour municipaliser leurs maisons de la Culture la même année.
Enfin, le ministère en restant sur la seule optique de la création favorise l’image d’une culture élitaire, en décalage avec la société. Il n’accompagne pas les industries culturelles qui naissent à cette époque, et n’embrasse pas les activités culturelles des Français.

### La pérennisation

#### La culture au cœur de la vie
Malgré ces importantes critiques de la part des universitaires, de la jeunesse, des artistes, du personnel politique et de la société, apparues à la fin des années 1960, l’administration de la rue de Valois n’est pas remise en cause par les dirigeants après le départ de De Gaulle et Malraux. Pour autant, les années 1970 sont celles de l’inconstance : 9 ministres se succèdent, du ministre d’État au secrétaire d’État, dont les charges, les dénominations et les tutelles fluctuent.
La commission culturelle du VIe plan critique fortement les actions de Malraux et notamment les maisons de la Culture, considérées comme élitistes, étatistes et trop ponctuelles. Elle constate l'échec de la démocratisation culturelle et amorce l’idée d’une politique culturelle qui dépasserait son secteur de prédilection pour une vision plus large, devant conduire la société à se transformer en lui transmettant des valeurs mais en l’écoutant également. Porté par les idées progressistes de mai 68 et du libéralisme, encouragé par l’échec de la démocratisation, un désir de liberté et de modernité prend corps dans la culture comme dans la société. C’est ainsi qu’apparaît, au sein de la « nouvelle société » social-démocrate de Jacques Chaban-Delmas, le « développement culturel » incarné par Jacques Duhamel, influencé par Michel de Certeau et Joffre Dumazedier. En rupture avec l’héritage malrucien, il associe les collectivités locales à l’action de l’État, déclarant que « la politique culturelle ne peut être le fait de l’État seul ; un rôle capital revient aux collectivités locales », et met en place un dialogue avec les autres ministères qui engagent des fonds dans la culture avec le Fonds d’intervention culturelle, créé en association avec l'éphémère Conseil du développement culturel en 1971. Il organise des relations contractuelles entre le ministère et les institutions télévisuelles, cinématographiques et dramatiques, et élargit le principe du 1 % artistique contraignant tout projet de bâtiment public à inclure 1 % de son budget à une œuvre plastique. Il réintègre également la pédagogie dans l’action culturelle.
Le paysage culturel s’élargit. Le patrimoine naturel est pris en compte, avec la nomination en 1971 de Robert Poujade comme ministre délégué auprès de Premier ministre, chargé de la Protection de la nature et de l’Environnement, et la loi littoral de 1975, tandis que l’architecture entre pleinement dans le domaine culturel par la loi de 1977, même si deux ans plus tard, la direction de l’Architecture est rattaché au ministère du Cadre de vie. La culture scientifique et technique s’y ajoute également avec les CCSTI dont la Cité des sciences et de l'industrie de la Villette.
Cette évolution ne se fait pas sans heurts. La nomination de Maurice Druon comme successeur de Duhamel représente un retour à la vision conservatrice d’une politique des Beaux-Arts. Déclarant que « les gens qui viennent à la porte de ce ministère avec une sébile dans une main et un cocktail Molotov devront choisir », il provoque une manifestation d’artistes dénonçant la mort de la liberté d’expression. Il est remplacé par Alain Peyrefitte l’année suivante.
Avec l’élection de Valéry Giscard d'Estaing, le ministère des Affaires culturelles devient secrétariat d’État à la culture, traduisant la volonté que l’État soit moins présent dans ce domaine. À sa tête, Michel Guy, qui a créé le Festival d'automne de Paris à la demande de Pompidou en 1972, redonne un second souffle. Il défend le retrait partiel de l’État dans la société culturelle, et développe un soutien aux créateurs, ce qui apparaît comme un « printemps culturel » pour les artistes, et un retour à l’élitisme pour certains. Malgré un mandat relativement court de 2 années, un président peu partisan d’une action gouvernementale dans la culture, et un budget réduit, il laisse une trace importante. Il intègre la lecture publique à ses missions au sein de la Direction du livre, crée l’Office national de diffusion artistique (ONDA), chargé d’aider les petites structures à accueillir des troupes de moyen format, initie l’inspection générale de la danse, associe les collectivités locales à la politique de l’État par les chartes culturelles, inclut une obligation de diffusion artistique à la télévision. 
Ses successeurs sous la présidence giscardienne voient réduire leurs attributions et leur budget, et augmenter la place des investisseurs privés par le biais du mécénat et de la croissance des industries culturelles. L’État adopte une approche libérale de régulateur plutôt que d’acteur, plus gestionnaire que audacieuse se focalisant sur la protection du patrimoine : Michel d’Ornano crée l’Institut français de restauration des œuvres d'art (IFROA), Jean-Philippe Lecat établit une direction et d’une année dédiées, ainsi qu’une mission du patrimoine ethnologique. Ce sont les villes qui prennent le relais, particulièrement après la victoire de la gauche aux élections de 1977 avec des programmes laissant une place souvent importante à la culture.

#### De la démocratisation à la démocratie culturelle

La Très grande bibliothèque, décidée par François Mitterrand

Quatre ans plus tard, avec l’arrivée de François Mitterrand à l’Élysée, et de Jack Lang rue de Valois, la culture redevient un axe majeur de la politique gouvernementale. Mitterrand a la même conception quasi mystique de la grandeur de la culture que Malraux, et Lang, homme de théâtre délégué à l’action culturelle du Parti socialiste, défend la nécessité d’une action forte de l’État.
La rue de Valois redevient ministère de la Culture à part entière, et voit son budget doubler en quelques années, consacré notamment les grands travaux présidentiels qui font la part belle à la culture pour tous (Le Grand Louvre, la Très grande bibliothèque, l’Opéra Bastille, la Cité de la musique) et l’architecture (ministère de Bercy, arche de la Défense…). Sur l’héritage de Jacques Duhamel et Michel Guy, son champ s’élargit aux activités culturelles de loisir, non sans polémique, à l’image d’Alain Finkielkraut qui y voit une Défaite de la pensée. Ainsi, les arts nobles et mineurs disparaissent, à l’instar de la bande dessinée et du rock désormais soutenus, et les pratiques amateurs trouvent leur place dans les discours. Le décret relatif à l’organisation du ministère, inchangé depuis 1959, précise le 10 mai 1982 : « Le ministère chargé de la culture a pour mission : de permettre à tous les Français de cultiver leur capacité d’inventer et de créer, d’exprimer librement leurs talents et de recevoir la formation artistique de leur choix (…) ». Ce même décret ouvre également la notion de patrimoine national en incluant comme mission « de préserver le patrimoine culturel national, régional ou des divers groupes sociaux pour le profit commun de la collectivité tout entière » et « de contribuer au rayonnement de la culture et de l’art français dans le libre dialogue des cultures du monde ». Et l’Institut du monde arabe voit le jour en 1987. L’État socialiste impose ainsi une acception plus sociale de la notion de culture, basée sur l’épanouissement personnel, face à la conception artistique centralisateur du pouvoir gaulliste. Pour autant, les créateurs d'art contemporain ne sont pas délaissés, et plusieurs commandes publiques d'avant-gardistes suscitent des polémiques (pyramide du Louvre, colonnes de Buren…). Pourtant, la gauche au pouvoir valorise avant tout la figure de l’artiste, du créateur, avec une culture qui demeure circonscrite aux arts et « l’action culturelle se substitue à l’action politique ».
Les lois de décentralisation restent limitées en matière de Culture transférant les bibliothèques centrales de prêt et les archives aux conseils généraux, mais l’État organise sa déconcentration avec les DRAC, les fonds régionaux d’art contemporain (FRAC) et d’acquisitions pour les musées (FRAM), et l’établissement de plans État/collectivités. La décentralisation théâtrale est accentuée par le biais des scènes nationales, regroupant à partir de 1991, les maisons de la Culture de Malraux, les centres d’action culturelle de Duhamel et les centres de développement culturel de Lang. Elles reçoivent les missions d’accueil et de diffusion pluridisciplinaire (danse, théâtre, musique, arts plastiques…).
Jack Lang ajoute une dimension événementielle et festive à la célébration de la culture par la création de la Fête de la musique, la Fête du cinéma, les Journées nationales du patrimoine, le Printemps des poètes, le bicentenaire de la Révolution... Au-delà des fêtes populaires, c'est aussi l'ouverture de trésors nationaux, habituellement caché du grand public, qui sont ainsi offert à tous, le plus souvent gratuitement. Par ces actions médiatiques et populaires, Lang assoit la légitimité du ministère auprès de l’opinion publique, mais essuie les critiques, tel Fumaroli lui reprochant cette politique médiatique.
Les années 1980 sont aussi celles de l’affirmation des industries culturelles. L’art dépasse l’espace de la création pour devenir pleinement comme composante de l’économie, à travers l’édition, le cinéma et la musique. L’État régule et soutient ce secteur, par le biais de la Loi Lang sur le prix du livre, l’Institut pour le financement du cinéma et des industries culturelles (IFCIC), la loi du 23 juillet 1987 sur le mécénat, l’exclusion des œuvres d’art de l’assiette de l’impôt sur les grandes fortunes, les quotas radiophoniques de diffusion de chansons francophones (depuis 1994, 40 % des chansons diffusées sur les ondes doivent être francophones, dont la moitié de nouveautés), etc. Les structures juridiques des établissements publics se diversifient, avec les GIP culturels, les SEM, les diverses formes d'établissement public et les Régies. L’emploi culturel se consolide, croissant de 8 000 postes en 12 ans. Le culturel devient une alternative pour lutter contre la crise, tel le projet Culture Commune en 1990, association intercommunale de développement artistique et culturel, visant à revitaliser le bassin minier du Pas-de-Calais.
Jack Lang associe également art et apprentissage, en opposition à l’esprit malrucien. Outre un ministère l’Éducation nationale et de la Culture, qu’il a mené pendant moins d’un an, sous le gouvernement Pierre Bérégovoy, c’est aussi l’époque du développement de l’enseignement du théâtre, du projet « Collège au cinéma », des classes à projet artistique ou culturel. De grandes écoles sont créées : École nationale du patrimoine, l’IDHEC, le Conservatoire national supérieur de musique et de danse de Lyon, l’École du Louvre…
Depuis 1986, le ministère de la Culture est celui de la communication, actant l’émergence de l’audiovisuel. Cependant, le champ d’action est limité, puisque la Délégation du développement des médias (DDM) est restée sous l’égide de Matignon.

#### Entre décentralisation et mondialisation culturelle
La décennie qui débute avec la victoire de la droite en 1993, est celle de la cohabitation. Cependant, Jacques Toubon ne revient pas sur la politique de la gauche et oriente ses actions autour de l’aménagement du territoire, la sensibilisation et l’action internationale, mais se heurte, comme tous ses successeurs, à l’austérité financière. Il cherche à contrebalancer les grands projets mitterrandiens par la construction de l’Auditorium de Dijon et le Centre national du costume de scène de Moulins.
Mais sous son ministère, l’État se voit assigner une nouvelle tâche, celle de la défense de l’exception culturelle. Cette notion, que les gouvernements rapprochent de la diversité culturelle, est apparue lors les négociations de l’Uruguay round du GATT, en 1993, où Jacques Toubon conteste l’influence culturelle américaine. Le gouvernement Balladur parvient à convaincre une majorité des pays de la Communauté européenne de faire prévaloir que la culture n’est pas une marchandise comme une autre, et qu’à ce titre, les produits culturels ne doivent pas être libéralisés. Cinq ans plus tard, c’est le gouvernement Jospin qui se trouve face à la contestation des milieux culturels à l’occasion des négociations de l’accord multilatéral sur l'investissement (AMI). Il fait prévaloir les idées françaises auprès de l’Union européenne, qui les adoptent finalement au sommet de Seattle de 1999, puis au sein de l’UNESCO.

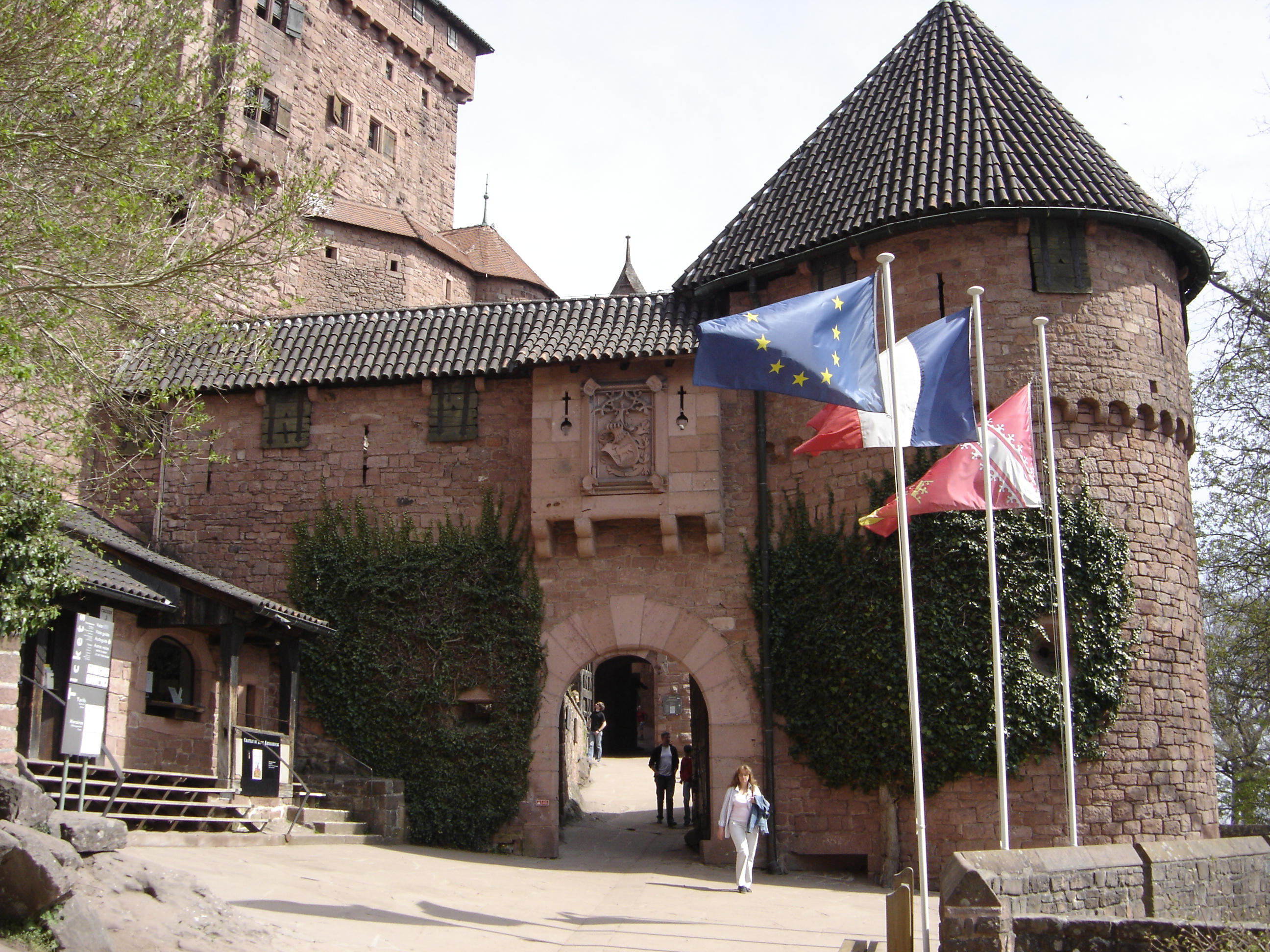
Le château du Haut-Koenigsbourg, premier bien d'État « décentralisé »

Depuis les années 1970, l'État se voit contester toujours plus l'exclusivité de l'action culturelle. Avec la décentralisation culturelle et la montée en puissance des collectivités locales, l'État dispose de moins en moins de domaines réservés. Ainsi la gestion des monuments historiques est elle aussi proposée à décentralisation en 2006, à l'instar du château du Haut-Koenigsbourg transféré au conseil général du Bas-Rhin.
Selon une étude de 1996, l’État couvre 50 % du financement public de la culture, dont les 2/5 au travers du ministère de la Culture, l’autre moitié étant couverte par les collectivités locales, au premier rang desquelles se trouvent les communes (38 % contre, 8 % par les conseils généraux et 4 % par les Conseils régionaux. Cette affirmation des acteurs locaux laisse toutefois encore une place à l’État, alors qu’en Allemagne, pays où l’état fédéral a traditionnellement moins de poids, le gouvernement n’est présent qu’à hauteur de 7 % des dépenses publiques culturelles.
Le budget du ministère de la Culture est, de plus, désormais soumis à une forte rigidification. La multiplication des équipements et institutions et l’ampleur croissante du patrimoine à protéger, font que la quasi-totalité des ressources du ministère sont prédéterminées, empêchant tout nouvelle politique d’ampleur. Urfalino conclut que « le ministère de la Culture est condamné à gérer l’existant ».
L’importance des collectivités dans le financement culturel peut avoir des effets négatifs. Il est plus difficile de défendre des artistes d’avant-garde ou les genres plus exigeants et élitistes (opéra, ballet…) quand on doit en répondre quotidiennement auprès de ses électeurs. L’utilisation politique des financements devient plus aisée, comme l’ont illustré par exemple les polémiques autour des actions culturelles des mairies frontistes et le cas Châteauvallon.
Ces quatre décennies sont aussi celles de l’affirmation culturelle, du développement du secteur, de la multiplication des festivals locaux, du tourisme.
La multiplication des acteurs, la professionnalisation du secteur, la perte de pouvoir de l’État, la mondialisation culturelle grandissante sont autant de raisons qui rendent nécessaires une « refondation », que Philippe Douste-Blazy confie en 1995 à travers une mission à Jacques Rigaud.
Le ministère Trautmann s’inscrit dans l’héritage de Lang. Elle travaille sur l’éducation à l’art, la médiation culturelle et l’élargissement des publics. Elle soutient les musiques actuelles et les arts de la rue et du cirque, installe la Maison du Cinéma dans le Centre culturel américain de Bercy et soutient la relance du Centre national de création et de diffusion culturelles de Châteauvallon. Élue locale (comme maire de Strasbourg durant 10 ans, elle a fait du budget culturel l’un des plus importants en France), elle accentue la déconcentration des budgets et développe les contrats de plan avec les collectivités et les chartes des missions de service public du spectacle vivant.

## Les grands axes de la politique culturelle française
Les considérations sur la politique culturelle française semblent privilégier l'État et oublient que nous sommes en réalité face à une action publique organisée, complexe, qui forme un système. Ce système est constitué autour de l'interdépendance entre les acteurs publics (communes, départements, régions et de plus en plus les intercommunalités) dont l'État - représenté principalement par le ministère de la Culture - paraît à bien des égards prédominant en France.
L'intervention étatique dans la culture y a été très longtemps acceptée et sollicitée jusqu'au tournant des années 80 avec l'arrivée de Jack Lang au ministère de la Culture, mais surtout avec l'accroissement considérable de son budget. L’État réglemente, contrôle et subventionne. Dès lors va apparaître une thèse condamnant l’État-culturel. Le célèbre auteur dramatique Eugène Ionesco va même jusqu'à dire que « la culture n'est pas une affaire d'État. »
Aujourd'hui, l'État interventionniste en matière culturelle apparaît comme nécessaire et demeure largement plébiscité. Sa politique culturelle actuelle veut répondre à plusieurs objectifs : l'aménagement du territoire, la protection et la conservation du patrimoine, les enseignements artistiques, le soutien à la création. Au-delà, c'est tout le système d'action publique en matière de culture qui constitue le modèle interventionniste par excellence dans le monde.

### Politique culturelle extérieure
Les premières initiatives d'actions culturelles hors de France sont concomitantes à la constitution du second espace colonial français. Ainsi, l'Alliance israélite universelle, qui créé un réseau d'écoles françaises en Afrique du Nord et au Moyen-Orient, ce qui lui vaut des fonds du Service des œuvres françaises à l’étranger (créé en 1920 et dépendant du Quai d'Orsay), apparait en 1860; l'Institut français ouvre ses portes au Caire en 1880 et l'Université Saint-Joseph est fondée à Beyrouth en 1881.
Malgré la volonté de Malraux en 1959, les services chargés de la politique culturelle extérieure de la France n'ont jamais été intégrés au Ministère chargé des Affaires culturelles. Le Quai d'Orsay dépense un tiers de son budget dans des dépenses culturelles et de coopération, qui s'appuient sur le réseau des services de coopération et d'action culturelle des Ambassades, le réseau public des centres culturels et instituts français - y compris binationaux - et le réseau conventionné de l'Alliance française.
Jusqu'en 2006, l'Association française d'action artistique, sous double tutelle Ministère des Affaires étrangères et Ministère de la Culture, aidait au montage d'opérations culturelles françaises à l'étranger.
En 2006, l'AFAA et l'ADPF sont fusionnées sous le nom de CulturesFrance avant de donner naissance en 2011 à l'EPIC Institut français (décret n° 2010-1695 du 30 décembre 2010 faisant suite à la loi relative à l'action extérieure de l'État adoptée le 12 juillet 2010).

### L’aménagement du territoire

#### Décentralisation culturelle
Déjà en 1937, Charles Dullin préconisait dans un rapport à Jean Zay, la mise en place de « préfectures théâtrales », pour diffuser le théâtre en France. Il s'agit de lutter contre le provincialisme culturel en y substituant une culture dite « universelle ».
Pour ce faire, on a mis en place la décentralisation, terme qui recouvre trois phénomènes :
- la décentralisation de l’offre artistique, ou aménagement culturel du territoire, volonté ancienne, symbolisée par le réseau des bibliothèques et des musées municipaux et départementaux et la décentralisation théâtrale ;
- la décentralisation politique, impulsée par les lois Defferre, se traduisant par le transfert de compétences de l’État vers les collectivités territoriales : elle n'a concerné qu'une faible partie de la gestion des activités culturelles ;
- la décentralisation financière, illustrée par la prise d’importance des collectivités locales depuis une quarantaine d’années dans le financement des structures culturelles et artistiques, et le progressif désengagement de l’État en parallèle des vagues de décentralisation politique.

Après les maisons de la Culture malrusiennes, qui devaient irriguer les régions, sans impliquer les collectivités locales, celles-ci sont d'abord pris en compte par l'État dans ses programmes, puis prennent leur autonomie, notamment à partir de 1977. Décentralisation politique et financière se renforcent durant les septennats mitterrandiens, puis avec les lois Voynet, Chevènement et Raffarin. Le nombre d'acteurs et de financeurs augmente. Peu à peu, les collectivités territoriales ont acquis des compétences obligatoires ou complémentaires en termes d’action culturelle, complétant la main de l’État et de ses services déconcentrés, les DRAC et les FRAC. Les actions locales se font moins comme soutien aux créateurs que comme financement de structures culturelles, appui au tourisme, volonté de rayonnement politique, défense des cultures régionales, source de lien social ou outil d’une restructuration urbaine. La multiplication des festivals thématiques illustrent le foisonnement les initiatives locales, issues des désirs d’élus ou de l’esprit de passionnés, de ceux d’influence internationale comme à Cannes, Avignon, Orange, Lorient ou Aurillac, aux milliers d’ampleur locale. La gestion des monuments historiques est elle aussi proposée à décentralisation, à l'instar du Château du Haut-Kœnigsbourg transféré au conseil général du Bas-Rhin.

#### Les révélateurs d’un déséquilibre
Dans les années 1990, deux rapports relèvent les déséquilibres et les incohérences en matière d'aménagement culturel du territoire français :
Le rapport Latarjet met en avant bon nombre de disparités et déséquilibres :
- entre Paris et la Province, même si le rayonnement culturel de Paris est souhaitable d'un point de vue international précise le rapport ;
- entre les régions ;
- entre ville et milieu rural ;
- entre centre-ville et quartier périphérique.

Ce rapport a fixé 4 objectifs toujours d'actualité :
1. Encourager les régions à mettre en œuvre une politique de développement culturelle de leur territoire.
2. Encourager la constitution de réseaux de villes pour développer la coopération culturelle notamment par la constitution d'EPCI.
3. Enrichir le contenu culturel de certaine politique d'aménagement du territoire.
4. Soutenir certains secteurs culturels dont la distribution géographique est inéquitable sur le territoire.

Le rapport Poncet insiste lui sur les déséquilibres culturels Paris/Province car met en avant les déséquilibres dans les crédits (plus de 50 % du budget est alloué à l'Île-de-France). Il démontre également les déséquilibres entre les collectivités territoriales. Ce rapport instaure le concept de schéma culturel et précise en ce qui concerne la formation des personnels, qu'il est difficile d'avoir des professionnels en Province. Enfin ce rapport rappelle que Paris reste la référence en matière culturelle, mais contrairement à Latarjet, met à jour la spécialisation culturelle des grandes villes françaises.
En 1994, le CIAT de Troyes estime qu'il faut mieux équiper et équilibrer les équipements structurels en Province.

#### Les mesures prises
À la suite de ces rapports, l'État va réagir de diverses manières. La création en 2006 du label Culturesfrance par Philippe Douste-Blazy en tant que Ministre des affaires étrangères a pour rôle d'assurer à la culture française un rayonnement international par le biais de la multiplication des créations extramuros et l'accroissement du rayonnement culturel des 10 première métropoles françaises, ce qui passe donc forcément par la multiplication des infrastructures.
Va également être intensifiée l'offre culturelle de proximité, en encourageant la coopération entre petites communes et en développant des zones d'activités culturelles à proximité des centres commerciaux (ex : FNAC, Cultura, etc.). Sur ce dernier point on considère qu'il y a double complémentarité avec l'installation de telles enseignes puisque d'une part cela leur permet de lutter contre un certain déclin en marche depuis peu de temps, et d'une autre part de compléter l'offre culturelle des hypermarchés fortement critiquée[Par qui ?].

### La protection et la conservation du patrimoine
On compte 43 180 monuments historiques, 14 367 classés, 28 813 inscrits. Le budget du ministère de la Culture dédié au patrimoine s'élève à 995 millions d'euros en 2009, dont 375 millions consacrés à la restauration des monuments historiques, alors que 669 monuments classés ont été jugés en péril, et 41 % défectueux, en 2006.
C'est l'historien d'art Aubin-Louis Millin de Grandmaison qui en 1790 définit le terme de monument historique. L'intérêt à la Renaissance pour les « antiquités », monuments de l'époque gallo-romaine, évolue vers une protection des biens nationaux contre le vandalisme à la Révolution, puis un souci de les inventorier et restaurer à partir de la monarchie de Juillet. Les premiers classement se font sur liste en 1840.
Le domaine de protection s'est élargi, les autorités classant des monuments de plus en plus contemporains, et ajoutant aux patrimoine architectural, le patrimoine naturel et culturel. Après l'inflation, les classements et inscriptions ont été ralentis dans les années 2000.
Il existe différents labels tendant à protéger et valoriser le patrimoine :
- En 1972 apparaît le label international de l'UNESCO
- En 1985 apparaît le label Villes et Pays d'art et d'histoire

### Les enseignements artistiques
C'est un des trois objectifs de la politique culturelle française depuis 1988. L'État se préoccupe de cette éducation et le débat est de savoir si elle doit être dispensée dans le cadre scolaire ou extra-scolaire.

#### La place des enseignements artistiques à l’école
L'enseignement artistique à l'école a toujours eu une place relativement réduite. La loi scolaire de la Troisième République ne prévoyait le dessin et la musique que comme discipline accessoire. En 1985 est adoptée une loi prévoyant 2h par semaine d'activité artistique en école primaire. Pour les maternelles, une loi est adoptée en 1986 relative à l'éveil artistique.
La loi réformatrice du 6 janvier 1988 fait enfin rentrer l'enjeu artistique dans la politique culturelle française de la maternelle au supérieur. La naissance de cette politique des enseignements artistiques affiche trois objectifs :
1. L'égalité d'accès à la culture ne peut être envisagée que si elle est préparée dès le plus jeune âge.
2. L'éveil de la sensibilité et le goût donné aux enfants des choses de l'art les prépare à devenir demain des amateurs avertis des activités culturelles, ainsi que des acteurs éclairés du marché de l'Art.
3. L'éducation artistique permet de lutter contre les inégalités sociales.

À ces trois objectifs vient se greffer un quatrième sous-jacent qui est celui de former de futurs employés dans la culture.
Cette loi a entendu revaloriser les enseignements artistiques dans l'enseignement général et spécialisé : elle institue un véritable droit à une formation en musique et en art plastique au profit des jeunes, élèves et collégiens, soumis à l'obligation scolaire. Cette loi élargit celle de 1985 puisqu'elle concerne tous les établissements. De plus, elle offre une ouverture vers d'autres arts (théâtre, danse, photographie, vidéo, cinéma et architecture). Cette loi ouvre également le monde scolaire aux intervenants extérieurs. Enfin cette loi met en place une procédure de reconnaissance et d'homologation des établissements. Ainsi cette procédure offre une garantie au niveau du contenu des enseignements. C'est le ministre de la Culture qui accorde cette reconnaissance pour une durée de cinq ans.
Les matières artistiques sont donc de plus en plus valorisées cependant l'enseignement artistique n'a étrangement pas été inclus au rapport Thélot de 2002 qui place le socle commun de connaissances et de compétences.

#### Les formations artistiques non supérieures
L'article L216-2 du Code de l'éducation dispose que « les établissements d'enseignement public de la musique, de la danse et de l'art dramatique dispensent un enseignement initial, sanctionné par des certificats d'études, qui assure l'éveil, l'initiation, puis l'acquisition des savoirs fondamentaux nécessaires à une pratique artistique autonome. Ils participent également à l'éducation artistique des enfants d'âge scolaire. Ils peuvent proposer un cycle d'enseignement professionnel initial, sanctionné par un diplôme national ».
Le décret en date du 12 octobre 2006 a défini trois types d'établissements d'enseignement public de la musique, de la danse et de l'art dramatique :
- les conservatoires à rayonnement régional (CRR) : il y en a 36 en France et remplacent les conservatoires nationaux de région.
- les conservatoires à rayonnement départemental (CRD), anciennement Écoles nationales de musique (ENM).
- les conservatoires à rayonnement communal ou intercommunal (CRC et CRI), anciennement Écoles municipales de musique (EMM).

#### Les formations artistiques supérieures
Les conservatoires nationaux supérieurs sont des établissements publics à caractère administratif sous tutelle de la direction générale de la Création artistique qui incombent entièrement à la responsabilité et à la charge de l'État selon l'article D211-13 du Code de l'éducation.
Il en existe trois :
- le Conservatoire national supérieur de musique et de danse de Paris (CNSMD de Paris) créé en 1795[46] ;
- le Conservatoire national supérieur de musique et de danse de Lyon (CNSMD de Lyon) créé en 1980[47] ;
- le Conservatoire national supérieur d'art dramatique (CNSAD) créé en 1946 (par scission avec le CNSMD de Paris).

Ces établissements dispensent un enseignement de haut niveau spécialisé dans les domaines de la musique, de la danse, des nouvelles technologies du son et de l'art dramatique sous toutes ses formes, visant l'acquisition des connaissances théoriques et la maîtrise pratique nécessaires à l'exercice de ces arts ou professions ainsi qu'à leur enseignement,.
Ces conservatoires sont extrêmement sélectifs ainsi l'entrée est sur admission à un concours.
Originellement les politiques culturelles prévoyaient la création de six conservatoires nationaux supérieurs de musique et de danse.

##### Musique
L'offre en structures d'enseignement musicale est variée et s'organise de la manière suivante :
- l'enseignement initial est assuré par les conservatoires à rayonnement régional, départemental, communal ou intercommunal, à une échelle locale ;
- l'enseignement supérieur est essentiellement assuré par le Conservatoire national supérieur de musique et de danse de Lyon et le Conservatoire national supérieur de musique et de danse de Paris.

##### Danse
La danse est enseignée au Conservatoire national supérieur de musique et de danse de Lyon et au Conservatoire national supérieur de musique et de danse de Paris, mais également dans les conservatoires à rayonnement régional, départemental ou communal ou intercommunal.
La Loi no 89-468 du 10 juillet 1989 relative à l'enseignement de la danse, aujourd'hui totalement abrogée, présentait un double objectif : créer un diplôme de professeur de danse (contemporaine comme classique) et assurer les conditions d'hygiène et de sécurité.

##### Art dramatique
L'art dramatique est enseigné au Conservatoire national supérieur d'art dramatique et également dans les conservatoire à rayonnement régional, départemental ou communal ou intercommunal.

### Financement du milieu artistique et soutien aux industries culturelles
Depuis les rois de France, l'État est mécène du monde des arts, subventionnant des structures d'accueil et commandant des œuvres. Sous la Cinquième République, chaque président, à l'exception de Charles de Gaulle, a cherché à laisser une trace dans le paysage culturel français, et surtout parisien, avec le musée d’art contemporain de Georges Pompidou, le musée d’Orsay et la Cité des sciences et de l'industrie de Valéry Giscard d’Estaing, du Grand Louvre de François Mitterrand, ou le musée du quai Branly de Jacques Chirac.
Le législateur a également cherché à fournir un statut aux créateurs, avec la reconnaissance du droit d'auteur, la mise en place d'un régime social, et le système de l'intermittence.
Avec le développement de nos sociétés de consommation et l'émergence d'une culture de masse, la culture s'est marchandisée et la rentabilité financière est donc devenue une variante importante de la politique culturelle. Par exemple, le cinéma français, en troisième position mondiale derrière Hollywood et Bollywood, est très largement soutenu par l'État pour son enjeu culturel et économique.

### Le mécénat
Outre l'action étatique, le mécénat privé, fiscalement encouragé, vient également financer la culture. Pour autant, le privé est encore vu en France comme un complément au financement public, et non comme un acteur à part entière. La part du mécénat et de la philanthropie est estimé à environ 0,09 % du PIB français, tandis qu'aux États-Unis il avoisine 2,1 % du PIB américain.

## Critiques
Malgré le relatif soutien collectif de la présence de l'État dans le secteur culturel, des critiques se font régulièrement jour quant à l'omniprésence ou l'inefficacité de ses politiques publiques.

### Le coût des politiques culturelles
Depuis la création du ministère des Affaires culturelles, chacun des ministres a dû défendre son budget face aux services de Bercy.
Une poignée d'institutions culturelles, notamment héritières des grands travaux présidentiels, comme la Bibliothèque nationale, engouffrent la grande majorité du budget de la rue de Valois.
En décembre 2007, la Cour des comptes publie un rapport critiquant vertement la gestion des travaux des nouvelles grandes structures culturelles. Elle note que les opérations engagées par l'État entre 1998 et 2006 dans ce domaine, dépassent en moyenne de 30 % l'enveloppe initialement prévue, et débordent chaque fois largement les délais prévus. Le rapport critique alors le surpoids systématique de ces chantiers (tels les ouvertures du Musée du Quai-Branly et de la Maison du cinéma de Bercy ainsi que les restaurations ou réaménagements du Théâtre national de l’Odéon, du Grand Palais, de l'Opéra Garnier et du Musée d’Orsay) qui engagent près de la moitié des crédits d'investissement du ministère, aux dépens de ses autres missions comme la restauration du patrimoine en région. Cette gabegie serait, selon les magistrats de la rue Cambron, due aux ministres successifs et leurs décisions contradictoires, aux mauvaises estimations du coût des projets par les services du ministère, et l'absence de contrôle des professionnels de la construction par les donneurs d'ordre.

### La mission impossible de la démocratisation culturelle?
En 2008, la démocratisation de la culture prend un autre visage. Malgré des discours rassurants, les subventions diminuent et des crédits sont gelés. Il est demandé au Ministère des résultats basés sur le quantitatif, au risque de ne plus soutenir des œuvres dites difficiles. Ainsi, la politique culturelle tend à passer d'une stratégie de l'offre à une stratégie de la demande.

### La Culture officielle
L'instauration d'une culture soutenue, d'une culture officielle, a pour effet, ou pour objectif selon Franck Lepage, de séparer les classes moyennes cultivées des classes populaires.

## La politique culturelle française dans le contexte européen et international

### Quelques éléments de comparaison
Les comparaisons ne sont pas aisées entre pays du continent européen, qui ont chacun leur histoire politique et administrative. Pour Mario d'Angelo, trois groupes de pays sont à distinguer, en se basant à la fois sur l'organisation politico-administrative et sur l'indicateur des dépenses publiques.
- L'organisation politico-administrative place la France parmi les pays à structure étatique unitaire (un seul État). État fort au cœur de l’État-nation, ce modèle a d'ailleurs été « copié » par de nombreux pays dont l'identité nationale s'est affirmée au cours des XIXe et XXe siècles, comme la Belgique (créée en 1830), la Grèce, les Pays-Bas, l'Italie (1867) ou encore la Roumanie et la Tchécoslovaquie (1918). En face de l’État unitaire, longtemps, le seul pouvoir public décentralisé (avec une autorité politique relativement autonome (et démocratiquement légitime) a été la commune. Les villes sont ainsi actives dans les arts et la culture depuis le Moyen Âge[56]. L'indicateur des dépenses publiques affectées à la culture traduit assez fidèlement cette prééminence de l'État central qui représente alors entre 40 et 55 % du total des dépenses publiques pour la culture (environ 45 % en France en 1996 -dernière statistique publiée-, 55 % au Portugal en 2001). La structure à État unitaire est aussi une condition favorable à l'émergence d'une entité politico-administrative centrale forte assurant le rôle symbolique. C'est dans l'Italie de Mussolini que naît cette conception d'un ministère de la Culture, véritable outil au service de l'identité nationale, malheureusement en l'occurrence aussi aux mains d'un parti fasciste totalitaire. C'est en France, pays à tradition centralisatrice ancienne mais aussi régime démocratique, que naîtra la conception d'un ministère de la Culture moderne dans un pays è régime non autoritaire, façonné d'abord par Malraux comme devant être au service du patrimoine culturel universel.
- Les pays à structure fédérale ont construit leurs unité et identité nationales sur un modèle fédéral. L'Allemagne et la Suisse en sont les principaux modèles en Europe. Mais depuis la Seconde Guerre mondiale, plusieurs pays ont rejoint ce camp : d'une part l'Autriche qui a été reconstituée en 1955 sur un modèle assez proche du fédéralisme et, d'autre part, à partir des années 1970, la Belgique, aux prises avec un conflit linguistique qui a révélé la réalité de trois communautés linguistiques et culturelles (flamands, wallons et francophones, germanophones). L'indicateur financier reflète là encore cette structuration de base des répartitions des compétences en matière culturelle : en Allemagne, la Fédération (Bund) représente environ 10 % du total des dépenses publiques pour la culture tandis que les Bundesländer (ou plus communément Länder), en réalité des états fédérés, bien qu'en France on les considère comme des régions, représentent plus du tiers du total des dépenses publiques pour la culture[57]. En Suisse, la Confédération se situe elle en deçà des 10% %, et en Belgique autour de 3%[58]. Les pays à structure fédérale ne sont pas dotés de ministères de la Culture au niveau fédéral (mais au niveau fédéré), à l'exception de l'Autriche. En Allemagne, la création d'un poste à la Chancellerie correspondant à un secrétariat d'État à la Culture sous le gouvernement Schroeder en 1998, fera l'objet d'une véritable bombe, pour beaucoup, une idée longtemps incompatible avec la "souveraineté culturelle" des Länder outre-Rhin.
- Les pays à État unitaire fortement régionalisé : la France comparée à l'Espagne ou même au Royaume-Uni depuis la dévolution ayant conféré en 1999 une large autonomie à l'Écosse puis au Pays de Galles, reste quant à elle un pays ayant, jusqu'à la réforme de 2015, peu décentralisé les pouvoirs culturels du centre vers le niveau régional. Les régions fortes en Europe sont aussi des régions actives avec des compétences larges en matière culturelle (qui vont parfois jusqu'à la compétence audiovisuelle comme pour les trois régions à statut spécial en Espagne, ce qui n'est pas le cas de l'Écosse ou du Pays de Galles). Cela se traduit dans les chiffres : les régions occupent une place de plus en plus grande dans le total des dépenses publiques pour la culture[59].
- Pour être complet dans cette comparaison, il convient d'ajouter les différences que l'on observe dans l'organisation administrative : administration directe sur le continent, de Brest à Vladivostok et agence autonome d'une administration réduite à sa plus petite expression pour les îles britanniques et la république d'Irlande. La France se démarque là encore par une spécificité, celle de la déconcentration administrative à l'échelon régional. Les DRAC sont ainsi des échelons qui n'ont cessé de gagner en poids, pas toujours financier mais comme acteur influent dans les politiques culturelles locales et régionales (notamment par leur capacité à labelliser et à cofinancer, sur projet ou dans le cadre de conventions plus larges entre l'État et une collectivité publique). Quelques pays seulement, tels la Roumanie et l'Italie, suivent ce modèle français de déconcentration de l'administration du ministère de la Culture[60].

### Politique européenne et exception culturelle
La France n'est pas le seul pays à avoir développé une politique culturelle. Tous ses partenaires européens ont une intervention publique organisée dans le domaine culturel, avec les variantes évoquées précédemment. Mais, l'État n'étant pas, en France, modeste et voulant aussi en matière d'art et de création être audacieux, y fait certes figure de mécène prenant souvent plus de risques que dans d'autres pays (par exemple, en Allemagne, l'intervention publique est forte aussi mais beaucoup plus concentrée sur les institutions traditionnelles de la culture comme l'Opéra, la musique classique, les musées). Commanditant depuis longtemps des œuvres contemporaines, l'administration culturelle française se lance à partir de 1981, dans une politique qui donne une place plus grande aux expressions artistiques et culturelles traditionnellement considérées comme populaires, telles que les musiques actuelles.
Malgré tout, en Europe, la France, par sa structure centralisatrice, l'ancienneté de sa politique de soutien et le poids de son secteur culturel, est apparue comme fer de lance d'une conception interventionniste - et pas seulement régulatrice - de la politique culturelle au niveau communautaire. Les avancées les plus importantes, comme le Traité de Maastricht qui accorde des compétences culturelles spécifiques à la nouvelle Union européenne, sont assez largement dues à l'action de la France. C'est aussi la France qui apporte une contribution déterminante avec le dogme politique de l'exception culturelle auquel elle parvient à rallier ses partenaires européens en 1993. Mais elle doit aussi composer avec ces mêmes partenaires et accepter d'évoluer pour forger le concept plus moderne de diversité culturelle à laquelle du reste une grande partie des pays du Sud (dont ceux qui appartiennent à l'Organisation internationale de la francophonie) se rallient. Les accords de l'OMC d'abord, les non-accords aussi de l'OMC comme Seattle en 1999, ou encore la convention de l'UNESCO sur la diversité culturelle sont des conséquences directes d'une action de la France concertée avec ses partenaires communautaires.

### Notions d’œuvre française et d’œuvre européenne
Une œuvre française, ou EOF (expression originale française) est une œuvre réalisée principalement ou intégralement en version française ou en langue régionale.
Cinq conditions cumulatives sont nécessaires pour être considérée comme œuvre européenne :
- Elle est produite par une entreprise dont le siège social est dans l'Union européenne,
- Elle est financée à au moins 50 % par un ou plusieurs ressortissant européen,
- Ses dépenses de productions ont été faites au sein de l'Union européenne pour les deux tiers au moins,
- Elle est réalisée avec la participation d'interprètes et/ou de techniciens européens pour les deux tiers au moins,
- Elle fait appel à des prestations techniques réalisées pour les deux tiers au moins dans un pays de l'Union européenne.

### Les accords internationaux relatifs au domaine culturel
La France participe en son nom ou à travers l'Union européenne, aux organismes francophones (Organisation internationale de la francophonie), européens (Conseil de l'Europe) et internationaux (OMPI, UNESCO, OMC). 
À ce titre, elle est signataire des conventions internationales sur la culture, telles que la convention de Berne de 1889, sur les droits littéraires et artistiques, la convention concernant la protection du patrimoine mondial, culturel et naturel de l'UNESCO (1972), la convention sur la diversité biologique de Rio en 1992, la convention de Grenade (1985) pour la sauvegarde du patrimoine architectural, la convention de La Haye (1954 et 1999), créant d'une Croix-Rouge des biens culturels, la recommandation de l'UNESCO définissant les principes internationaux à appliquer en matière de fouilles archéologiques (1956), et la Convention sur la protection et la promotion de la diversité des expressions culturelles de 2005.
La France est à l'initiative de la directive Télévisions Sans Frontières (TSF) qui a pour objectif de protéger la télévision française et européenne.

## Sources
- Dominique Audrerie, La Notion et la protection du patrimoine. Paris : Presses universitaires de France, coll. « Que sais-je ? », 1997.
- Département de l’information et de la communication et Comité d'histoire du ministère de la culture et des institutions culturelles, Historique du Ministère de la culture et de la Communication
- Frédéric Gimello-Mesplomb, L’État et la politique culturelle, cours à l’Université de Metz Lire en ligne
- Alexandre Mirlesse et Arthur Anglande, Quelle politique culturelle pour la France ?, débat HEC-ENS, 26 avril 2006 [lire en ligne]
- Alexandre Vodovar, « L’État protecteur et vecteur de l'identité culturelle », in Melchior.fr, 2007

#### Ouvrages historiques
- Geneviève Gentil, Philippe Poirrier (textes réunis et présentés par), La politique culturelle en débat. Anthologie, 1955-2005, La Documentation française / Comité d'histoire du ministère de la Culture et des institutions culturelles, 2006
- Maryvonne de Saint-Pulgent et Élie Barnavi (dir.), Cinquante ans après : Culture, politique et politiques culturelles. Colloque du cinquantenaire du ministère de la Culture et de la Communication, 13, 14 et 15 octobre 2009, La Documentation française / Comité d'histoire du ministère de la Culture et des institutions culturelles, 2010.
- Jean Caune, La culture en action. De Vilar à Lang : le sens perdu. Grenoble : PUG, 1999 (réédition)
- Mario d'Angelo et Paul Vesperini, Les politiques culturelles en Europe : Régions et décentralisation, Strasbourg : Éditions du Conseil de l'Europe, 2000
- Mario d'Angelo, Les politiques culturelles en Europe : la problématique locale, Strasbourg : Éditions du Conseil de l'Europe, 2001
- Vincent Dubois, La politique culturelle : genèse d’une catégorie d’intervention publique, Belin, Paris, 1999
- Marc Fumaroli, L’État culturel. Essai sur la religion moderne. éditions de Fallois, 1991
- Dominique Jamet, Isabelle Cabillie et Sylvie Longueville, Développement culturel, La Documentation française, 1984
- Dominique Jamet et Geneviève Gentil, Politiques culturelles : études et documents, 1976-1983. La Documentation française, Paris, 1986
- Pierre Moulinier, Les politiques publiques de la culture en France, Presses universitaires de France, coll. « Que sais-je ? », 1999
- Pascal Ory, L’entre-deux-mai : histoire culturelle de la France, mai 1968 - mai 1981. Éditions du Seuil, 1983  (ISBN 2020065207)
- Pascal Ory, L’aventure culturelle française : 1945-1989, Flammarion, 1989  (ISBN 2080660756)
- Claude Patriat, La Culture, un besoin d'État, Hachette Littératures, 1998.
- Jean-Luc Bodiguel, L'implantation du ministère de la Culture en régions, La Documentation française / Comité d'histoire du ministère de la Culture et des institutions culturelles, 2001.
- Jean-Pierre Rioux et Philippe Poirrier (dir.), Affaires culturelles et territoires, La Documentation française / Comité d'histoire du ministère de la Culture et des institutions culturelles, 2001
- Philippe Poirrier, Histoire des politiques culturelles de la France contemporaine. Dijon : Bibliest - Université de Bourgogne (2e), 1998  (ISBN 2950979521)
- Philippe Poirrier, Bibliographie de l’histoire des politiques culturelles : France, XIXe – XXe siècles, La Documentation française / Comité d'histoire du ministère de la Culture et des institutions culturelles, 1999.  (ISBN 2-11-091141-7)
- Philippe Poirrier (textes rassemblés et présentés par), Les Politiques culturelles en France. La Documentation française / Comité d'histoire du ministère de la Culture et des institutions culturelles, 2002.
- Philippe Poirrier, L’État et la culture en France au XXe siècle, Le Livre de Poche, 2009. 3e édition augmentée.
- Philippe Poirrier, Art et pouvoir, de 1848 à nos jours, CNDP, 2006.
- Philippe Poirrier et René Rizzardo (dir.), Une ambition partagée ? La coopération entre le ministère de la culture et les collectivités territoriales (1959-2009), Paris, La Documentation française/ Comité d'histoire du ministère de la Culture et des institutions culturelles, 2009.
- Philippe Poirrier, La naissance des politiques culturelles et les rencontres d'Avignon, sous la présidence de Jean Vilar (1964-1970), Paris, La Documentation française, / Comité d'histoire du ministère de la Culture et des institutions culturelles, 2012 (rééd.)
- Philippe Poirrier, Pour une histoire des politiques culturelles dans le monde, 1945-2011, Paris, La Documentation française, / Comité d'histoire du ministère de la Culture et des institutions culturelles, 2011.
- Philippe Poirrier (textes réunis et présentés par), La politique culturelle en débat. Anthologie, 1955-2012, La Documentation française / Comité d'histoire du ministère de la Culture et des institutions culturelles, 2012.
- Philippe Poirrier, Les politiques de la culture en France, Paris, La Documentation française, 2016.
- Marie-Ange Rauch, Le bonheur d'entreprendre, les administrateurs de la FOM et la création du Ministère des Affaires culturelles, La Documentation Française / Comité d'histoire du ministère de la Culture et des institutions culturelles, 1998  (ISBN 2-11-091144-1)
- Jean-Pierre Rioux, Pour une histoire culturelle. Éditions du Seuil, 1997
- Guy Saez (dir.), Institutions et vie culturelles. Notices de la Documentation française, La Documentation française, 2005 (2e éd.)  (ISBN 2110055731)
- Philippe Urfalino, L’invention de la politique culturelle. La Documentation française, 1996  (ISBN 2110036001)
- Emmanuel de Waresquiel (dir.), Dictionnaire des politiques culturelles de la France depuis 1959. Larousse / CNRS éditions, 2001
- Vincent Martigny, Dire la France. Culture(s) et identités nationales (1981-1995), Paris, Presses de Sciences Po, 2016  (ISBN 978-2-7246-1945-4)

#### Essais ou études
- Bertrand Allamel, Culturellement incorrect, Éditions Libréchange, 2016 (édition intégrale)
- Bertrand Allamel, Culturellement incorrect : de l'illégitimité de l'intervention publique en matière culturelle, Atlantico / Eyrolles, 2014 (livre numérique)
- Jean-Baptiste Barrière, L'IRCAM avatars d'une critique culturelle, Circuit, 1999
- Pierre Bourdieu et Alain Darbel, L’Amour de l’art. Les musées d’arts européens et leur public. Paris : Éditions de Minuit, 1966
- Jean-Michel Djian, La Politique culturelle, la fin d'un mythe, Gallimard, 2005
- Mario d'Angelo,Gouvernance des politiques publiques de la culture en Europe, Paris, Idée Europe, coll. Innovations & Développement, 2013
- Benoît Duteurtre, Requiem pour une avant-garde, Robert Laffont, 1995
- Xavier Greffe et Sylvie Pflieger, La Politique culturelle en France, Paris, La Documentation française, 2009
- Jeanne Laurent, Arts et pouvoirs en France de 1793 à 1981 : histoire d’une démission artistique. Saint-Étienne : Cierec (les travaux du Cierec; 34), 1983.  (ISBN 2901559018)
- Laurent Martin et Philippe Poirrier (dir.), Démocratiser la culture ! Une histoire comparée des politiques culturelles, Dijon, Territoires contemporains, 2013.
- Maryvonne de Saint-Pulgent, Le Gouvernement de la culture, Gallimard, 1999.
- Philippe Poirrier (dir.), Politiques et pratiques de la culture, Paris, La Documentation française, 2010.
- Michel Schneider, La Comédie de la culture, Seuil, 1993
- Jacques Rigaud, L’Exception culturelle. Culture et pouvoir sous la Ve République. Paris : Grasset, 1996.
- Françoise Benhamou, Les dérèglements de l'exception culturelle, Le Seuil, 2006